# کلاینتسل ایم موهلکرایس
کلاینتسل ایم موهلکرایس (به آلمانی: Kleinzell im Mühlkreis) یک منطقهٔ مسکونی در اتریش است که در ناحیه رورباخ واقع شده‌است. کلاینتسل ایم موهلکرایس ۱۶ کیلومتر مربع مساحت دارد ۵۴۸ متر بالاتر از سطح دریا واقع شده‌است.